# András Csaplár
András Csaplár (ur. 16 listopada 1912 w Mecsér, zm. 23 lipca 1995 w Los Angeles) – węgierski lekkoatleta specjalizujący się w biegach długodystansowych.
Największy sukces w karierze odniósł podczas mistrzostw Europy w Oslo w 1946 r., zdobywając brązowy medal w biegu na 10 000 metrów. Był również rekordzistą świata w biegu na 20 000 metrów.

## Rekordy życiowe
- bieg na 5000 metrów – 14:52,4 – Paryż 04/09/1938
- bieg na 10 000 metrów – 30:35,2 – Oslo 22/08/1946
- bieg na 20 000 metrów – 1:03:01,2 – Budapeszt 26/10/1941 (rekord świata do 22/09/1949)